# Anomis bipunctata
Anomis bipunctata är en fjärilsart som beskrevs av Sir George Hamilton Kenrick 1917. Anomis bipunctata ingår i släktet Anomis och familjen nattflyn. Inga underarter finns listade i Catalogue of Life.